# Сорокотягин, Игорь Николаевич
Игорь Николаевич Сорокотягин (10 октября 1937 г., станица Киевская, Крымский район, Краснодарский край — 13 января 2021 г., Екатеринбург, Россия) — советский и российский ученый-криминалист, специалист в области юридической психологии, доктор юридических наук, профессор, член Общества психологов СССР при Президиуме академии наук СССР, член Российской академии юридических наук, Заслуженный юрист Российской Федерации, почетный работник УрГЮУ.

## Биография
Родился 10 октября 1937 года в станице Киевской, Крымский район Краснодарского края в семье потомственных кубанских казаков. Отец Николай Ильич Сорокотягин (1913—1941), участник Советско-финляндской войны (1939—1940), работал до Великой Отечественной войны в ст. Киевской в геодезическом тресте Министерства нефтяной промышленности. Пропал без вести в первые дни войны. Вписан в Книгу памяти Краснодарского края и на скрижаль памятника «Павшим в Великую Отечественную войну Афипчанам 1941—1945» в пгт. Афипский. Мать — Надежда Климовна Сорокотягина (Калюжная, (1915—2000) жила и работала в Афипском.
В Великую Отечественную войну (1941—1945), с мая 1943 года, вместе с семьёй, находился в оккупации на территории Крыма, до полного освобождения Крыма Советскими войсками (Крымская наступательная операция).
Учился в средней школе № 4 , пгт. Афипский, Северского р-на, Краснодарского края и успешно её закончил в 1956 году. В 1952 году вступил в ВЛКСМ.
В 1956—1959 гг. — служба в ВС СССР.
В 1959 г. поступил в Свердловский юридический институт (СЮИ). В том же году вступил в КПСС.
В 1964 г. окончил Свердловский юридический институт (СЮИ) по специальности «правоведение».
После окончания института был направлен следователем в прокуратуру г.Таштагол, Кемеровской области, затем переведён старшим следователем в прокуратуру Кемеровской области. Одновременно поступил в аспирантуру Свердловского юридического института.
В 1969 г. окончил очную аспирантуру СЮИ по кафедре криминалистики и защитил кандидатскую диссертацию на тему «Борьба с преступными нарушениями правил безопасности горных работ на рудных шахтах», присуждена учёная степень «Кандидат юридических наук».
В 1971—1979 — заместитель декана заочного факультета Свердловского юридического института. В 1973 г. утвержден в учёном звании «Доцент», по кафедре «Криминалистика».
С 1979 работал заведующим кафедрой правовой психологии и судебных экспертиз СЮИ.
В 1986 г.  Избран действительным членом Общества психологов СССР, при Президиуме академии наук СССР (основано в 1956 году)
В 1992 защитил докторскую диссертацию на тему «Криминалистические проблемы использования специальных познаний при расследовании преступлений», присуждена учёная степень «Доктор юридических наук».
В 1993 присвоено звание «Профессор», по кафедре «Правовой психологии и судебных экспертиз».
В 1999 г. присвоено почетное звание Заслуженный юрист Российской Федерации.
В 2001 г. принят в члены Российской академии юридических наук. г. Москва.
Был членом ученого совета Уральского государственного юридического университета, членом ученого совета Института юстиции, членом Специализированного совета по защите докторских и кандидатских диссертаций УрГЮУ.
Научные интересы Сорокотягина составляли возможность использования криминалистических, судебно-медицинских, судебно-психиатрических, психологических, судебно-бухгалтерских и других наук в юриспруденции.
Научный руководитель аспирантов и соискателей по криминалистике и судебно-экспертной деятельности. Руководил студенческим научным кружком по «Юридической психологии».
Кафедра правовой психологии и судебных экспертиз УрГЮУ под его руководством, проводила судебные экспертизы, давала заключения специалистов (консультантов) по поручению правоохранительных органов.
В 2018 г. удостоен звания Почетный работник УрГЮУ.
Последние годы был профессором кафедры криминалистики УрГЮУ. Научно-педагогический стаж — более 50 лет
Скончался в реанимации Центральной городской клинической больницы № 23, 13 января 2021 года в Екатеринбурге, на 84-м году жизни. Причиной смерти, по заключению врачей, стало последствие перенесенного инсульта, тромбоэмболия лёгочной артерии. Похоронен 15 января на Широкореченском кладбище Екатеринбурга, уч. № 5.

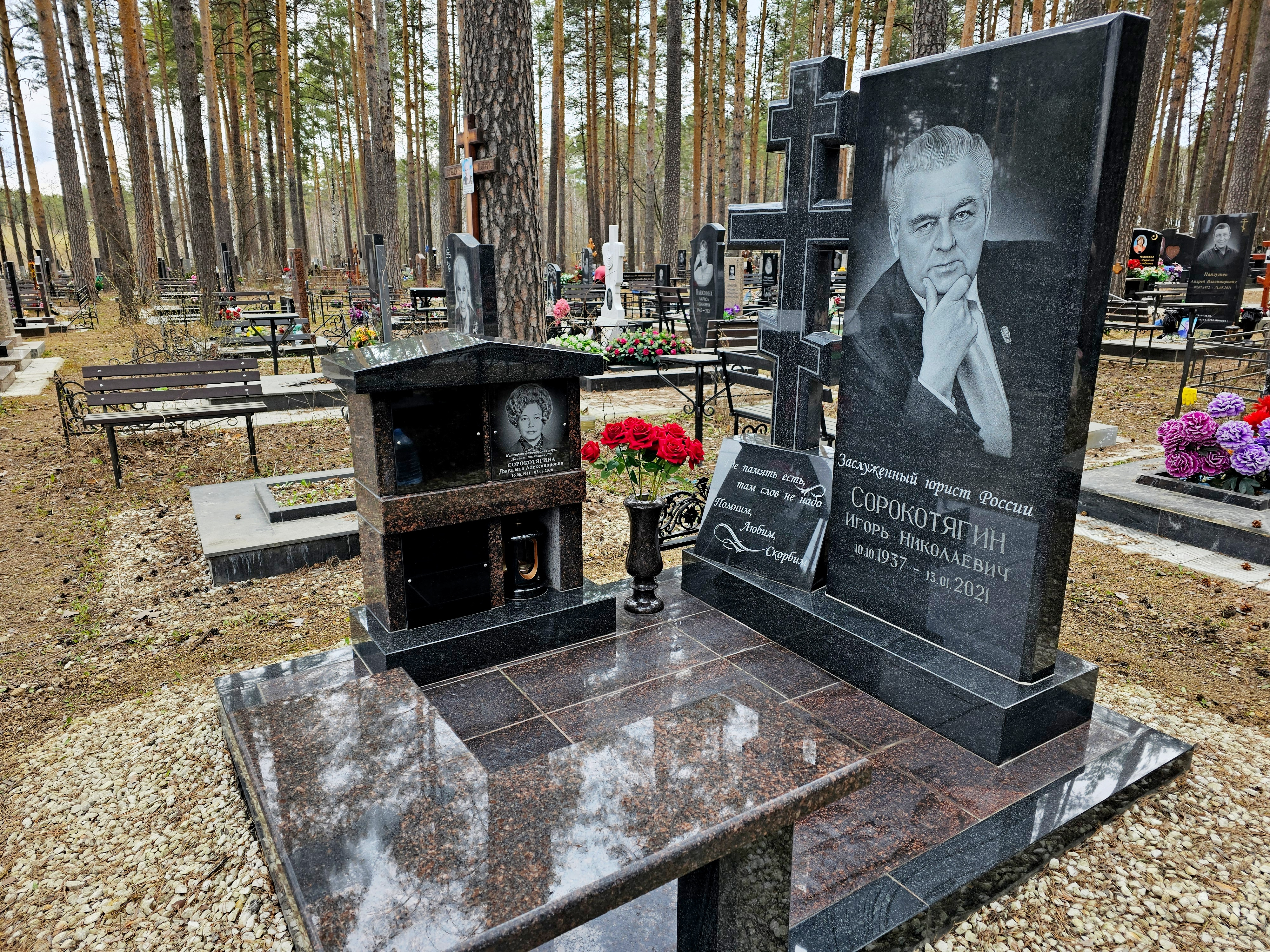
Екатеринбург Широкореченское кладбище. 2023 г.

## Личная жизнь
Брат— Сорокотягин Валерий Николаевич (1936-1969), юрист.
Жена — Сорокотягина Джуалета Александровна (род. 1941), кандидат юридических наук, доцент, полковник МВД СССР. Сын Андрей (род.1964). Офицер ВС СССР.

## Основные научные работы и учебно-методические публикации
Им опубликовано более 150 научных и учебно-методических работ (монографии, учебники, учебные пособия, статьи), основные из них:
- «Специальные познания в расследовании преступлений» (1984),
- «Основы общей психологии» (1996),
- «Правовая психология» (1998, 2000),
- «Психология и педагогика профессиональной деятельности юриста» (2001),
- "Правовая и юридическая психология (психология юриспруденции) (2001, 2002),
- «Психология юриспруденции» (2006),
- «Судебная экспертиза (экспертология)» (2000, 2006, 2008, в соавт.),
- «Судебная экспертология» (2008),
- «Теория судебной экспертизы» (2009, в соавт.),
- «Юридическая психология» (2002, 2010, 2011, 2012, 2013, 2014 в соавт.),
- «Судебная бухгалтерия» (2013, в соавт.).

## Награды
- Заслуженный юрист Российской Федерации,
- Знак Ударник одиннадцатой пятилетки
- Почетное звание Ветеран труда (звание),
- Почетная грамота Министерства внутренних дел,
- Памятный знак Министерства юстиции РФ,
- Медаль Анатолия Кони,
- Почетный знак За особые заслуги перед УрГЮА,
- Почетный работник УрГЮУ ,
- Лауреат Российского конкурса на лучшую книгу 2009 г. Сочи (2010).
- и др.